# Knyszyn (stacja kolejowa)

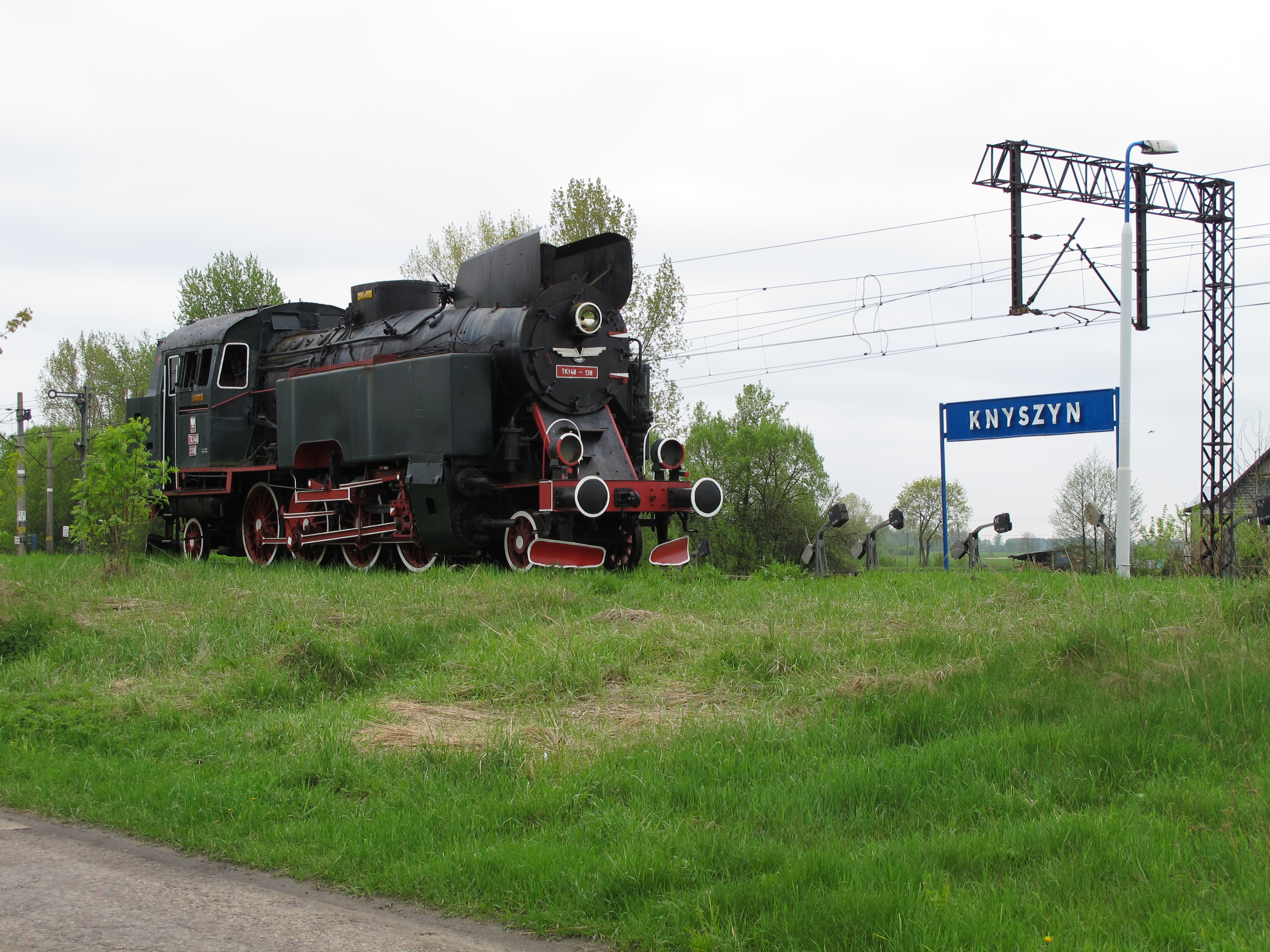
TKt48-138 na stacji jako pomnik techniki

Knyszyn – stacja kolejowa w Rudzie, w gminie Krypno, w województwie podlaskim, w Polsce. Według klasyfikacji PKP ma kategorię dworca lokalnego. Zbudowana pod koniec XIX wieku.

## Ruch pasażerski
| Rok  | Wymiana pasażerska na dobę |
| ---- | -------------------------- |
| 2017 | 0-9                        |
| 2022 | 0-9                        |

W latach II wojny światowej stacja w Knyszynie była wykorzystywana przez okupantów do wywózek ludności.

## Połączenia
- Białystok
- Ełk
- Gdynia
- Katowice
- Olsztyn
- Szczecin
- Warszawa